# Gasthaus zum Hirsch (Zweibrücken)
Koordinaten: 49° 14′ 51,9″ N, 7° 21′ 44,1″ O

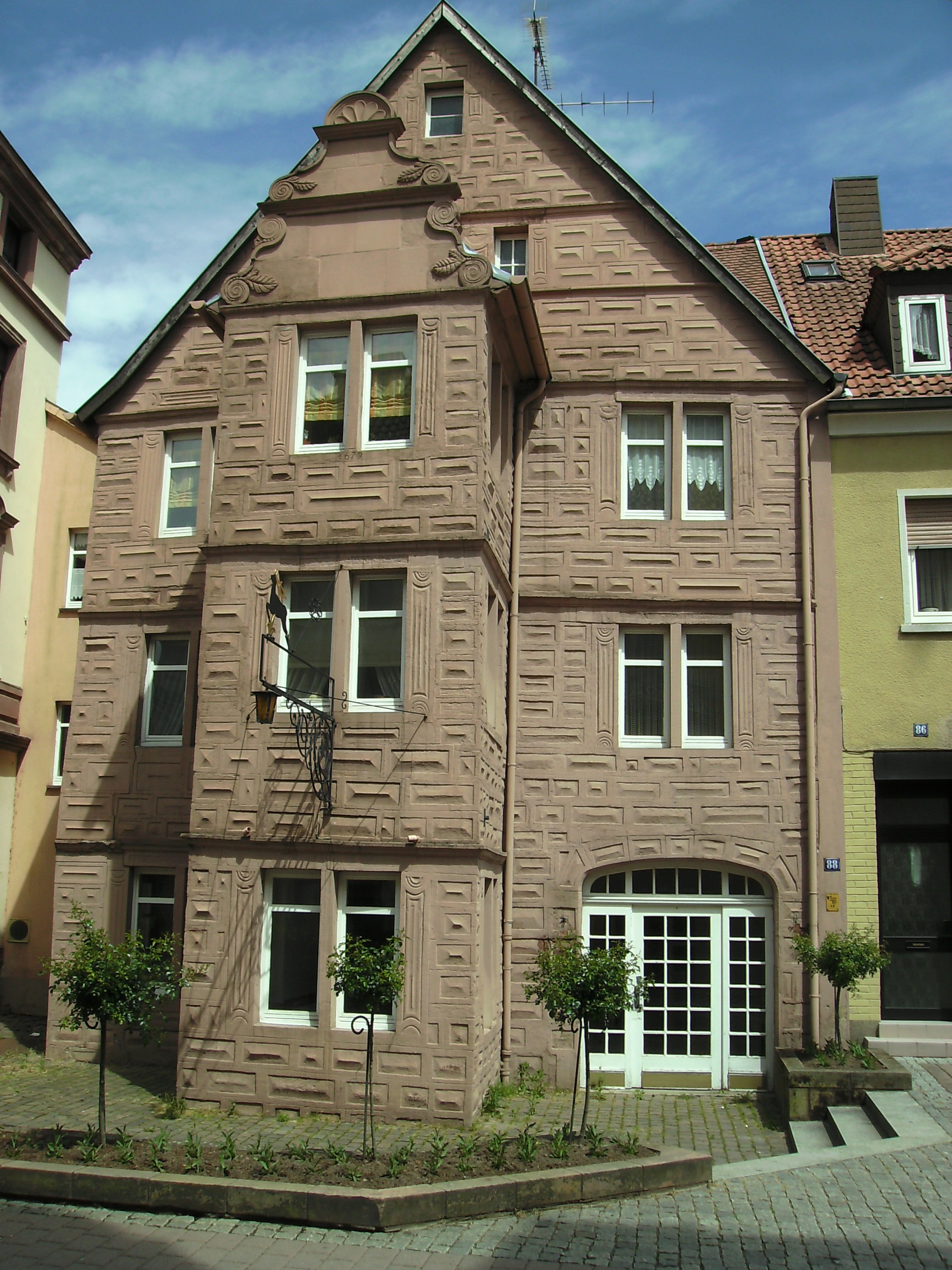
Ehemaliges Gasthaus "Zum Hirsch" in der Fußgängerzone (1679 erneuert)

Das ehemalige Gasthaus zum Hirsch ist das älteste erhaltene Haus in der Innenstadt von Zweibrücken. 

## Lage
Das Gebäude steht an dem zum Hallplatz hin gelegenen Ende der Fußgängerzone in der Hauptstraße 88. 

## Geschichte
Das Gebäude wurde im 16. Jahrhundert erbaut; erstmals urkundlich erwähnt wurde es 1583. Es gehört zu den wenigen Gebäuden in der Zweibrücker Innenstadt, die während des Zweiten Weltkriegs nicht zerstört wurden. Es liegt daher etwas tiefer als die davor verlaufende Fußgängerzone, die wie die Nachbargebäude auf einer Schuttschicht errichtet wurde. 

## Anlage
Integriert in den Hof des Hinterhauses befindet sich noch ein Treppenturm der ehemaligen Stadtmauer Zweibrückens. Von dieser Mauer existieren außerdem heute noch die Fundamente des sogenannten Spitalturmes und ein etwa 50 Meter langes Stück im westlichen Teil.